# Mistrovství světa v boxu 2009
XV. mistrovství světa v boxu proběhlo v Miláně, Itálie ve dnech 1. až 12. září 2009. Organizátorem turnaje mistrovství světa byla International Boxing Association (AIBA).

## Česká stopa
Vedoucí výpravy: Svatopluk Žáček, šéftrenér české reprezentace: Miroslav Vrba
Na mistrovství světa startovali za Česko 4 boxeři:
- −64 kg: Zdeněk Chládek (* 1990) z SKP Sever Ústí nad Labem
- −69 kg: Martin Svoboda (* 1984) z BC Pardubice
- −75 kg: Vardan Besaljan (* 1985) z BC DTJ Prostějov
- −81 kg: Vladimír Řezníček (* 1988) z SK Boxing Praha/SKP Sever Ústí nad Labem
- −91 kg: Lukáš Viktora (* 1984) z BC Julia Tormy Praha/SKP Sever Ústí nad Labem – zranění lokte krátce před odjezdem[2]

## Výsledky
| Muži   | Zlato                       | Stříbro                   | Bronz                          | Bronz                     |
| ------ | --------------------------- | ------------------------- | ------------------------------ | ------------------------- |
| –48 kg | Pürevdordžín Serdamba (MGL) | Davit Ajrapetjan (RUS)    | Li Ťia-čao (CHN)               | Sin Čong-hun (KOR)        |
| –51 kg | McWilliams Arroyo (PUR)     | Ňambajaryn Tögscogt (MGL) | Ronny Beblik (GER)             | Michail Alojan (RUS)      |
| –54 kg | Detelin Dalakliev (BUL)     | Eduard Abzalimov (RUS)    | Yankiel Leon (CUB)             | John Joe Nevin (IRL)      |
| –57 kg | Vasyl Lomačenko (UKR)       | Sergej Vodopjanov (RUS)   | Óscar Valdez (MEX)             | Bahodirjon Sultonov (UZB) |
| –60 kg | Domenico Valentino (ITA)    | José Pedraza (PUR)        | Ijakob Pchakadze (GEO)         | Albert Selimov (RUS)      |
| –64 kg | Roniel Iglesias (CUB)       | Francisco Gómez (USA)     | Urančimegín Mönch-Erdene (MGL) | Gyula Káté (HUN)          |
| –69 kg | Jack Culcay (GER)           | Andrej Zamkovoj (RUS)     | Botirjon Mahmudov (UZB)        | Serik Sapijev (KAZ)       |
| –75 kg | Abbos Atoyev (UZB)          | Andranik Akobjan (ARM)    | Vijender Singh (IND)           | Alfonso Blanco (VEN)      |
| –81 kg | Artur Beterbijev (RUS)      | Elshod Rasulov (UZB)      | José Larduet (CUB)             | Abdelkader Bouhenia (FRA) |
| –91 kg | Jegor Mechoncev (RUS)       | Osmay Acosta (CUB)        | John M'Bumba (FRA)             | Oleksandr Usyk (UKR)      |
| +91 kg | Roberto Cammarelle (ITA)    | Roman Kapitonenko (UKR)   | Viktor Zujev (BLR)             | Čang Č'-lej (CHN)         |

## Medailová bilance
V boxu se rozdělilo celkem 11 sad medailí.
| Pořadí | Stát              |       | Muži    | Muži  | Muži | Celkem |
| Pořadí | Stát              | Zlato | Stříbro | Bronz |      | Celkem |
| ------ | ----------------- | ----- | ------- | ----- | ---- | ------ |
| 1.     | Rusko (RUS)       |       | 2       | 4     | 2    | 8      |
| 2.     | Itálie (ITA)      |       | 2       | 0     | 0    | 2      |
| 3.     | Kuba (CUB)        |       | 1       | 1     | 2    | 4      |
| 3.     | Uzbekistán (UZB)  |       | 1       | 1     | 2    | 4      |
| 5.     | Mongolsko (MGL)   |       | 1       | 1     | 1    | 3      |
| 5.     | Ukrajina (UKR)    |       | 1       | 1     | 1    | 3      |
| 7.     | Portoriko (PUR)   |       | 1       | 1     | 0    | 2      |
| 8.     | Německo (GER)     |       | 1       | 0     | 1    | 2      |
| 9.     | Bulharsko (BUL)   |       | 1       | 0     | 0    | 1      |
| 10.    | Arménie (ARM)     |       | 0       | 1     | 0    | 1      |
| 10.    | USA (USA)         |       | 0       | 1     | 0    | 1      |
| 12.    | Čína (CHN)        |       | 0       | 0     | 2    | 2      |
| 12.    | Francie (FRA)     |       | 0       | 0     | 2    | 2      |
| 14.    | Bělorusko (BLR)   |       | 0       | 0     | 1    | 1      |
| 14.    | Gruzie (GEO)      |       | 0       | 0     | 1    | 1      |
| 14.    | Maďarsko (HUN)    |       | 0       | 0     | 1    | 1      |
| 14.    | Indie (IND)       |       | 0       | 0     | 1    | 1      |
| 14.    | Irsko (IRL)       |       | 0       | 0     | 1    | 1      |
| 14.    | Kazachstán (KAZ)  |       | 0       | 0     | 1    | 1      |
| 14.    | Mexiko (MEX)      |       | 0       | 0     | 1    | 1      |
| 14.    | Jižní Korea (KOR) |       | 0       | 0     | 1    | 1      |
| 14.    | Venezuela (VEN)   |       | 0       | 0     | 1    | 1      |
| Celkem | Celkem            |       | 11      | 11    | 22   | 44     |